# Saison 2014-2015 des Pacers de l'Indiana
La saison 2014-2015 des Pacers de l'Indiana est la 48e saison de la franchise et la 39e saison au sein de la National Basketball Association (NBA).
Les Pacers ont raté les playoffs pour la première fois depuis 2010, après un bilan de 56-26 de la saison précédente et deux apparitions consécutives en finale de conférence. Avant le début de la saison, Paul George s’est gravement blessé à la jambe lors du camp d'entrainement de l'équipe des États-Unis. La blessure a nécessité une intervention chirurgicale immédiate. George a fait ses débuts en saison régulière le 5 avril dans un match à domicile contre le Heat de Miami. George n’a pu jouer que six matchs cette saison-là.

## Draft
| Tour | Choix | Joueur         | Poste | Nationalité | Provenance                      |
| ---- | ----- | -------------- | ----- | ----------- | ------------------------------- |
| 2    | 57    | Louis Labeyrie | PF/C  | France      | Paris-Levallois Basket (France) |

## Classements de la saison régulière
| Conférence Est | Conférence Est         | Conférence Est | Conférence Est | Conférence Est | Conférence Est | Conférence Est | Conférence Est |
| No             | Franchise              | Vic.           | Déf.           | MJ             | MR             | % V/D          | RV             |
| -------------- | ---------------------- | -------------- | -------------- | -------------- | -------------- | -------------- | -------------- |
| 1              | Hawks d'Atlanta        | 60             | 22             | 82             | 0              | 73,2%          | -              |
| 2              | Cavaliers de Cleveland | 53             | 29             | 82             | 0              | 64,6%          | 7              |
| 3              | Bulls de Chicago       | 50             | 32             | 82             | 0              | 61,0%          | 10             |
| 4              | Raptors de Toronto     | 49             | 33             | 82             | 0              | 59,8%          | 11             |
| 5              | Wizards de Washington  | 46             | 36             | 82             | 0              | 56,1%          | 14             |
| 6              | Bucks de Milwaukee     | 41             | 41             | 82             | 0              | 50,0%          | 19             |
| 7              | Celtics de Boston      | 40             | 42             | 82             | 0              | 48,8%          | 20             |
| 8              | Nets de Brooklyn       | 38             | 44             | 82             | 0              | 46,3%          | 22             |
|                |                        |                |                |                |                |                |                |
| 9              | Pacers de l'Indiana    | 38             | 44             | 82             | 0              | 46,3%          | 22             |
| 10             | Heat de Miami          | 37             | 45             | 82             | 0              | 45,1%          | 23             |
| 11             | Hornets de Charlotte   | 33             | 49             | 82             | 0              | 40,2%          | 27             |
| 12             | Pistons de Détroit     | 32             | 50             | 82             | 0              | 39,0%          | 28             |
| 13             | Magic d'Orlando        | 25             | 57             | 82             | 0              | 30,5%          | 35             |
| 14             | 76ers de Philadelphie  | 18             | 64             | 82             | 0              | 22,0%          | 42             |
| 15             | Knicks de New York     | 17             | 65             | 82             | 0              | 20,7%          | 43             |

| Division Centrale      | V  | D  | MJ | % V/D  | GB | Dom   | Ext   | Div  | Conf  |
| ---------------------- | -- | -- | -- | ------ | -- | ----- | ----- | ---- | ----- |
| Cavaliers de Cleveland | 53 | 29 | 82 | 64,6 % | -  | 31-10 | 22-19 | 11-5 | 35-17 |
| Bulls de Chicago       | 50 | 32 | 82 | 61,0 % | 3  | 27-14 | 23-18 | 8-8  | 33-19 |
| Bucks de Milwaukee     | 41 | 41 | 82 | 50,0 % | 12 | 23-18 | 18-23 | 7-9  | 30-22 |
| Pacers de l'Indiana    | 38 | 44 | 82 | 46,3 % | 15 | 23-18 | 15-26 | 8-8  | 28-24 |
| Pistons de Détroit     | 32 | 50 | 82 | 39,0 % | 21 | 18-23 | 14-27 | 6-10 | 23-29 |

## Effectif
| 1. Pacers de l'Indiana Effectif 2014-2015 |    |                        |                    |                    |
| Entraîneur : Frank Vogel                  |    |                        |                    |                    |
| Ailier fort / Pivot                       | 5  | Drapeau des États-Unis | Lavoy Allen        | Temple             |
| Ailier fort                               | 22 | Drapeau des États-Unis | Chris Copeland     | Colorado           |
| Arrière / Ailier                          | 13 | Drapeau des États-Unis | Paul George (C)    | Fresno State       |
| Pivot                                     | 55 | Drapeau des États-Unis | Roy Hibbert (C)    | Georgetown         |
| Meneur                                    | 3  | Drapeau des États-Unis | George Hill        | IUPUI              |
| Ailier                                    | 44 | Drapeau des États-Unis | Solomon Hill       | Arizona            |
| Pivot                                     | 28 | Drapeau de la France   | Ian Mahinmi        | France             |
| Arrière / Ailier                          | 0  | Drapeau des États-Unis | C. J. Miles        | Skyline HS         |
| Ailier fort                               | 9  | Drapeau de la Croatie  | Damjan Rudež       | Croatia            |
| Ailier fort                               | 4  | Drapeau de l'Argentine | Luis Scola         | Argentine          |
| Arrière                                   | 2  | Drapeau des États-Unis | Rodney Stuckey     | Eastern Washington |
| Meneur                                    | 32 | Drapeau des États-Unis | C. J. Watson       | Tennessee          |
| Ailier fort                               | 21 | Drapeau des États-Unis | David West         | Xavier             |
| Ailier fort / Pivot                       | 42 | Drapeau des États-Unis | Shayne Whittington | Western Michigan   |
| (C) - Capitaine, Blessé                   |    |                        |                    |                    |